# Matamanzano
Matamanzano es una entidad de población española del municipio de Segovia, perteneciente a la provincia homónima, en la comunidad autónoma de Castilla y León.

## Historia
Hacia mediados del siglo XIX, el lugar, por entonces perteneciente a Fuentemilanos, tenía contabilizada una población de diez habitantes. Aparece descrito en el undécimo volumen del Diccionario geográfico-estadístico-histórico de España y sus posesiones de Ultramar de Pascual Madoz con las siguientes palabras:

MATAMANZANO: cas. y desp. en la prov. y part. jud. de Segovia,, térm. jurisdicional de Fuentemilano (V.): se conserva la igl. en regular estado, en la que no se celebra desde la guerra de la Independencia, pues las tropas invasoras la privaron de caliz y ornamentos: la estension del térm., que pertenece al Sr. marques de Perales, es de 500 obradas de tierra labrantia y 40 de prados. prod.: trigo, cebada, centeno, algarrobas y garbanzos. pobl.: 2 vec., 10 alm.
(Madoz, 1848, p. 295)

En la actualidad, pertenece al municipio de Segovia.